# Isenachweiher
Der Isenachweiher im Pfälzerwald (Rheinland-Pfalz) ist ein Stausee der Isenach, eines linken Nebenflusses des Rheins. Solche Stauseen werden in der Region Woog genannt.

## Geographie

### Geographische Lage
Der Isenachweiher liegt im nordöstlichen Pfälzerwald 200 Meter nördlich der Bundesstraße 37, die von der Kreisstadt Bad Dürkheim nach Frankenstein führt. Er gehört zur Waldgemarkung von Bad Dürkheim, dessen Wohngebiet etwa zehn Kilometer entfernt ist.

### Ausmaße
Der gesamte Isenachweiher besitzt mit 17.850 m² etwa die doppelte Größe eines Fußballfeldes. Was vom Betrachter als eigentliche Seefläche empfunden wird, erstreckt sich oberhalb des Staudamms bei einer Breite von etwa 50 Metern gut 100 Meter nach Norden. In diesem Bereich ist der Weiher maximal acht Meter tief. Der Rest der Seefläche erscheint als eine Verbreiterung des Flüsschens auf etwa 20 Meter, die schon mehrere hundert Meter vor dem Isenachweiher einsetzt.

### Umgebung
Am Südufer des Weihers lag auf dem Staudamm einst ein Wärterhaus. Es wurde am Anfang des 20. Jahrhunderts als Forsthaus, ab den 1930er-Jahren als Ausflugslokal genutzt. Im November 1983 brannte das Haus bis auf die Grundmauern nieder. Ab 1990 wurde in zwei Stufen ein großes Blockhaus aus Holz als Gastwirtschaft mit Biergarten errichtet, das sich Forsthaus zur Isenach nennt. Dort können auch Ruderboote zur Fahrt auf dem Weiher gemietet werden. Ein unbefestigter Parkplatz befindet sich auf dem Staudamm direkt vor dem Haus, ein weiterer an der B 37 an der Abzweigung der Zufahrt.

## Geschichte
In dem engen Seitental wurde die Isenach etwa fünf Kilometer unterhalb ihrer Quelle in den Jahren 1736/37 aufgestaut, um eine gleichmäßige Wasserführung des Flüsschens zu gewährleisten. Diese war notwendig, weil die Pumpen des ebenfalls 1736 errichteten Gradierwerks Bad Dürkheim bis 1850 mit Wasserkraft betrieben wurden, die aus der Isenach gewonnen wurde. Zudem stellte der Woog die Versorgung eines Mühlrades unterhalb des Staudamms sicher. 1810 und 1935/36 wurden größere Pflegearbeiten durchgeführt; bei der zweiten Gelegenheit wurde der Weiher entschlammt und mit dem Aushub die Mächtigkeit des Staudamms von 35 auf 70 Meter verdoppelt. Mitte der 1980er-Jahre und letztmals von Herbst 2008 bis Frühjahr 2009 wurde der Damm repariert und restauriert; die Kosten für die letzte Sanierung wurden von der Stadt Bad Dürkheim auf 400.000 Euro geschätzt. Diese Arbeiten wurden vor allem notwendig wegen ungeklärter Wasserverluste (im Jahr 2009 anfänglich 25 Liter pro Sekunde), die nicht infolge der verwendeten Bautechnik – es handelt sich um einen durchströmten Damm – auftreten, sondern auf unsichtbare seitliche Abflüsse zurückgeführt werden.

## Flora und Fauna
Der Isenachweiher ist bis auf den Grund hinab durchsichtig, weil wegen der steil abfallenden und von hohen Bäumen beschatteten Ufer nur wenige Wasserpflanzen gedeihen und eine Trübung bewirken können. Trotz der dürftigen Wasserflora herrscht eine beträchtliche Vielfalt an Fischen, auch Krebse, Frösche, Molche und Wasserinsekten wie Gelbrandkäfer und Großer Kolbenwasserkäfer werden beobachtet. In der Umgebung nisten zahlreiche Vogelarten. Zu diesen gehört die seltene Wasseramsel, die in den steinernen Kaskaden des Seeablaufs jagt; in Deutschland wird dieser Singvogel auf der Roten Liste der gefährdeten Arten mit dem Status bedroht geführt. Unter den Fluginsekten fällt besonders die Gebänderte Prachtlibelle auf, die eine Flügelspannweite von 6,5 bis 7 cm besitzt. Zur Wahrung des ökologischen Gleichgewichts ist das Baden oder Angeln im See sowie das Ausbringen von Fisch- oder Vogelfutter verboten.